# Случайный процесс
Случа́йный проце́сс (вероятностный процесс, случайная функция, стохастический процесс) в теории вероятностей — семейство случайных величин, индексированных некоторым параметром, чаще всего играющим роль времени или координаты.

## Определение
Пусть {\displaystyle (E,{\mathfrak {B}})} — измеримое пространство, {\displaystyle T} множество значений параметра {\displaystyle t}. Функция {\displaystyle \xi =\xi (t)} параметра {\displaystyle t\in T}, значениями которой являются случайные величины {\displaystyle \xi (t)=\xi (\omega ,t)} на пространстве элементарных событий {\displaystyle (\Omega ,{\mathfrak {A}},\mathbb {P} )} в фазовом пространстве {\displaystyle (E,{\mathfrak {B}})}, называется случайным процессом в фазовом пространстве {\displaystyle (E,{\mathfrak {B}})}.

## Терминология
Используемые в области исследований и прикладного применения случайных процессов классификация и терминология являются нестрогими. В частности, термин «случайный процесс» часто используется как безусловный синоним термина «случайная функция». В зависимости от вида множества {\displaystyle T} часто применяются следующие термины.
- Если {\displaystyle T\subset \mathbb {R} }, то параметр {\displaystyle t\in T} может интерпретироваться как время. Тогда случайная функция {\displaystyle \{X_{t}\}} называется случайным процессом. Если множество {\displaystyle T} дискретно, например {\displaystyle T\subset \mathbb {N} }, то такой случайный процесс называется случа́йной после́довательностью.

- Если {\displaystyle T\subset \mathbb {R} ^{n}}, где {\displaystyle n\geqslant 1}, то параметр {\displaystyle t\in T} может интерпретироваться как точка в пространстве, и тогда случайную функцию называют случа́йным по́лем.

## Основные сведения
Всевозможные совместные распределения вероятностей значений {\displaystyle \xi (t_{1}),...,\xi (t_{n}),t_{1},...,t_{n}\in T}:
{\displaystyle P_{t_{1}},...,_{t_{n}}(B_{1},...B_{n})=P\left\{\xi (t_{1})\in B_{1},...,\xi (t_{n})\in B_{n}\right\}(B_{1},...B_{n}\in {\mathfrak {B}})}

называются конечномерными распределениями вероятностей случайного процесса {\displaystyle \xi =\xi (t)}.

Случайные процессы {\displaystyle \xi =\xi (t)} и {\displaystyle \eta =\eta (t)}, принимающие значение в фазовом пространстве {\displaystyle (E,{\mathfrak {B}})} называются эквивалентными, если при любом {\displaystyle t\in T} эквивалентны соответствующие значения {\displaystyle \xi (t)=\xi (\omega ,t)} и {\displaystyle \eta (t)=\eta (\omega ,t)}. 

При каждом фиксированном {\displaystyle \omega \in \Omega } функция {\displaystyle \xi (t)=\xi (\omega ,t)} параметра {\displaystyle t} со значениями в фазовом пространстве {\displaystyle (E,{\mathfrak {B}})} называется реализацией или траекто́рией случайного процесса {\displaystyle \xi =\xi (t)}. Случайный процесс {\displaystyle \xi =\xi (t)} называется непосредственно заданным, если каждый элементарный исход описывается соответствующей траекторией {\displaystyle x=x(t)} в функциональном пространстве {\displaystyle E=E^{T}} всех функций на множестве {\displaystyle T} со значениями в фазовом пространстве {\displaystyle (E,{\mathfrak {B}})} ; точнее, если {\displaystyle \Omega =X} и {\displaystyle \sigma }-алгебра {\displaystyle {\mathfrak {A}}} порождается всевозможными цилиндрическими множествами {\displaystyle {x(t_{1})\in B_{1},...,x(t_{n})\in B_{n}}}, где {\displaystyle t_{1},...,t_{n}\in T} и {\displaystyle B_{1},...B_{n}\in {\mathfrak {B}}}, а значения {\displaystyle \xi (t)=\xi (x,t)} имеют вид {\displaystyle \xi (x,t)=x(t)}, {\displaystyle x\in X}. Любому случайному процессу можно поставить в соответствие непосредственно заданный случайный процесс с теми же самыми конечномерный распределениями. Для каждого согласованного семейства конечномерных распределений вероятностей {\displaystyle P_{t_{1}},...,_{t_{n}}(B_{1},...B_{n})} ({\displaystyle t_{1},...,t_{n}\in T,B_{1},...B_{n}\in {\mathfrak {B}})} таких, что {\displaystyle P_{t}=P_{t}(B),t\in T}, являются плотными мерами в фазовом топологическом пространстве {\displaystyle (E,{\mathfrak {B}})}, существует непосредственно заданный случайный процесс {\displaystyle \xi =\xi (t)} с такими же конечномерными распределениями вероятностей. 

Ковариационная функция. Пусть {\displaystyle \xi =\xi (t)} действительный или комплексный случайный процесс на множестве {\displaystyle T}, имеющий вторые моменты: {\displaystyle E|\xi (t)|^{2}<\infty }. Значения случайного процесса {\displaystyle \xi =\xi (t)} можно рассматривать как элементы гильбертова пространства {\displaystyle L^{2}(\Omega )} — пространства всех случайных величин {\displaystyle \eta }, {\displaystyle E|\eta (t)|^{2}<\infty }, со скалярным произведением
{\displaystyle ({\eta }_{1},{\eta }_{2})=E{\eta }_{1}{\overline {\eta }}_{2}}.
Важнейшими характеристиками такого случайного процесса {\displaystyle \xi (t)} являются его математическое ожидание
{\displaystyle A(t)=E\xi (t)=(\xi (t),1)}
и ковариационная функция
{\displaystyle B(s,t)=E{\xi (s)}{\overline {\xi (t)}}=(\xi (s),\xi (t))}.
Вместо ковариационной функции может применяться корреляционная функция {\displaystyle B(s,t)=E{\xi (s)}{\overline {\xi (t)}}-A(s){\overline {A(t)}}}, являющуюся ковариационной функцией процесса {\displaystyle \xi (t)-A(t)} с нулевым математическим ожиданием. 

При равенстве аргументов ({\displaystyle s=t}) корреляционная функция равна дисперсии случайного процесса
{\displaystyle B(s,s)=E(\xi (s)-A(s))({\overline {\xi (s)-A(s)}})=D(s)}.
Функция {\displaystyle B(s,t)} двух переменных {\displaystyle s} и {\displaystyle t} является ковариационной функцией некоторого случайного процесса {\displaystyle \xi (t)}, {\displaystyle E|\xi (t)|^{2}<\infty }, тогда и только тогда, когда она для всех {\displaystyle n=1,2,...} удовлетворяет следующему условию положительной определённости:
{\displaystyle \sum _{k=1}^{n}\sum _{j=1}^{n}{B(t_{k},t_{j})c_{k}}{\overline {c_{j}}}\geqslant 0} 

для любых {\displaystyle t_{1},t_{2},...t_{n}\in T} и любых комплексных чисел {\displaystyle c_{1},c_{2}...,c_{n}}.

## Классификация
- Случайный процесс {\displaystyle X(t)} называется процессом дискретным во времени, если система, в которой он протекает, меняет свои состояния только в моменты времени {\displaystyle \;t_{1},t_{2},\ldots }, число которых конечно или счётно. Случайный процесс называется процессом с непрерывным временем, если переход из состояния в состояние может происходить в любой момент времени.
- Случайный процесс называется процессом с непрерывными состояниями, если значением случайного процесса является непрерывная случайная величина. Случайный процесс называется случайным процессом с дискретными состояниями, если значением случайного процесса является дискретная случайная величина:
- Случайный процесс называется стационарным, если все многомерные законы распределения зависят только от взаимного расположения моментов времени {\displaystyle \;t_{1},t_{2},\ldots ,t_{n}}, но не от самих значений этих величин. Другими словами, случайный процесс называется стационарным, если его вероятностные закономерности неизменны во времени. В противном случае, он называется нестационарным.
- Случайная функция называется стационарной в широком смысле, если её математическое ожидание и дисперсия постоянны, а АКФ зависит только от разности моментов времени, для которых взяты ординаты случайной функции. Понятие ввёл А. Я. Хинчин.
- Случайный процесс называется процессом со стационарными приращениями определённого порядка, если вероятностные закономерности такого приращения неизменны во времени. Такие процессы были рассмотрены Ягломом[8].
- Если ординаты случайной функции подчиняются нормальному закону распределения, то и сама функция называется нормальной.
- Случайные функции, закон распределения ординат которых в будущий момент времени полностью определяется значением ординаты процесса в настоящий момент времени и не зависит от значений ординат процесса в предыдущие моменты времени, называются марковскими.
- Случайный процесс называется процессом с независимыми приращениями, если для любого набора {\displaystyle t_{1},t_{2},\ldots ,t_{n}}, где {\displaystyle n>2}, а {\displaystyle t_{1}<t_{2}<\ldots <t_{n}}, случайные величины {\displaystyle (X_{t_{2}}-X_{t_{1}})}, {\displaystyle (X_{t_{3}}-X_{t_{2}})}, {\displaystyle \ldots }, {\displaystyle (X_{t_{n}}-X_{t_{n-1}})} независимы в совокупности.
- Если при определении моментных функций стационарного случайного процесса операцию усреднения по статистическому ансамблю можно заменить усреднением по времени, то такой стационарный случайный процесс называется эргодическим.
- Среди случайных процессов выделяют импульсные случайные процессы.
- Ветвящийся случайный процесс может описывать явления, связанные с размножением, делением или превращениями объектов.

## Примеры
- {\displaystyle \{X_{n}\}_{n\in \mathbb {N} }}, где {\displaystyle \;X_{i}\sim \mathrm {N} (0,1)} называется стандартной гауссовской (нормальной) случайной последовательностью.
- Пусть {\displaystyle f\colon \mathbb {R} \to \mathbb {R} }, и {\displaystyle Y} — случайная величина. Тогда {\displaystyle X_{t}(\omega )=f(t)\cdot Y(\omega )} является случайным процессом.
- Пусть {\displaystyle \{\xi _{n},n\in \mathbb {N} \}} — н.о.р.с.в., неотрицательные и невырожденные ({\displaystyle \not =const} п.н.). {\displaystyle S_{0}:=0,S_{n}:=\xi _{1}+\dots +\xi _{n}}. Тогда процесс {\displaystyle X_{t}=\sup\{n:S_{n}\leq t\},t\geq 0} называется процессом восстановления, построенным по {\displaystyle \{\xi _{n},n\in \mathbb {N} \}}.